# Pierre Réjon
Pierre Réjon (Martinica, 29 de junho de 1895 – Guiana Francesa, 15 de agosto de 1920) foi um piloto francês, primeiro piloto negro da França, tendo voado em vários combates durante a Primeira Guerra Mundial. Foi também um dos primeiros negros a ser piloto na história da aviação.
Foi o primeiro piloto francês cujas vitórias em combates foram reconhecidas pelas Forças Armadas francesas.

## Biografia
Pierre nasceu na ilha de Trindade, do arquipélago da Martinica, em 1895. Depois de obter notas altas nas escolas das ilhas, Pierre foi para Paris para estudar engenharia na École Nationale Supérieure d'Arts et Métiers, em 1914. Poucos meses após sua chegada, eclodiu a Primeira Guerra Mundial.

## Carreira
Em 22 de agosto de 1914, Pierre se voluntariou para servir no 33º Batalhão de Infantaria do Exército Francês. Ele foi enviado para a cidade de Istres, no sul da França, para treinamento e foi promovido a segundo-tenente em 1915. Em julho de 1917, tornou-se aluno da academia aérea francesas e depois de alguns meses graduou-se e obteve sua licença de piloto em dezembro de 1917. Designado para o Esquadrão N160 e para o N64, seu primeiro avião foi um Nieuport. Em junho de 1918, ele foi designado para o esquadrão SPA62, onde pilotou um SPAD S.VII.
Seu avião foi nomeado de "Zaza" em homenagem à sua irmã, Isadie Réjon, pois Pierre acreditaria que ela lhe traria sorte sobre os inimigos. Mesmo sendo um habilidoso piloto, Pierre foi abatido três vezes, tendo sobrevivido a todas as tentativas. Pierre danificou pelo menos 11 aeronaves alemãs em combate, tendo derrubado quatro delas.
Pierre foi matéria do jornal La France Colonial na época, que escreveu sobre sua coragem em sobrevoar áreas de bombardeio intenso, em 23 de novembro de 1918. Um jornal militar, o The General Order, também escreveu sobre Pierre em setembro de 1918, onde o descreveu como um "piloto de coragem indomável", que voou 12km atrás das linhas inimigas, lutando contra inimigos de força superior e abatendo uma aeronave alemã no processo. Por sua ação na guerra, Pierre recebeu a Cruz de Guerra, tanto francesa quanto belga.

## Morte
Ao fim do conflito, Pierre deixou a Força Aérea, mas não voltou para o curso de engenharia. Ele continuou trabalhando como piloto comercial e morreu em 15 de agosto de 1920, aos 25 anos, quando seu avião caiu sobre a Guiana Francesa.